# Format 127

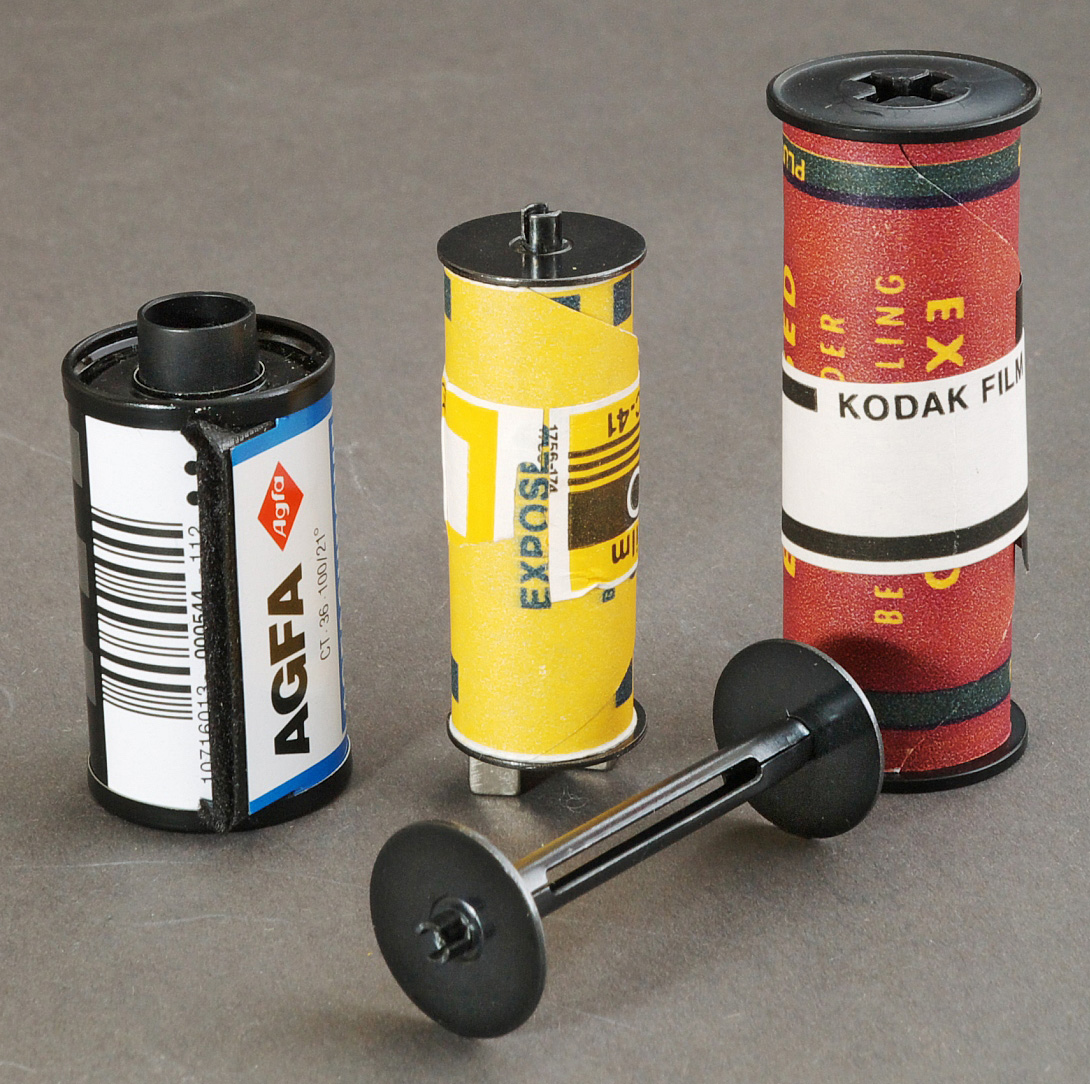
De gauche à droite : 35 mm, 127, et 120.

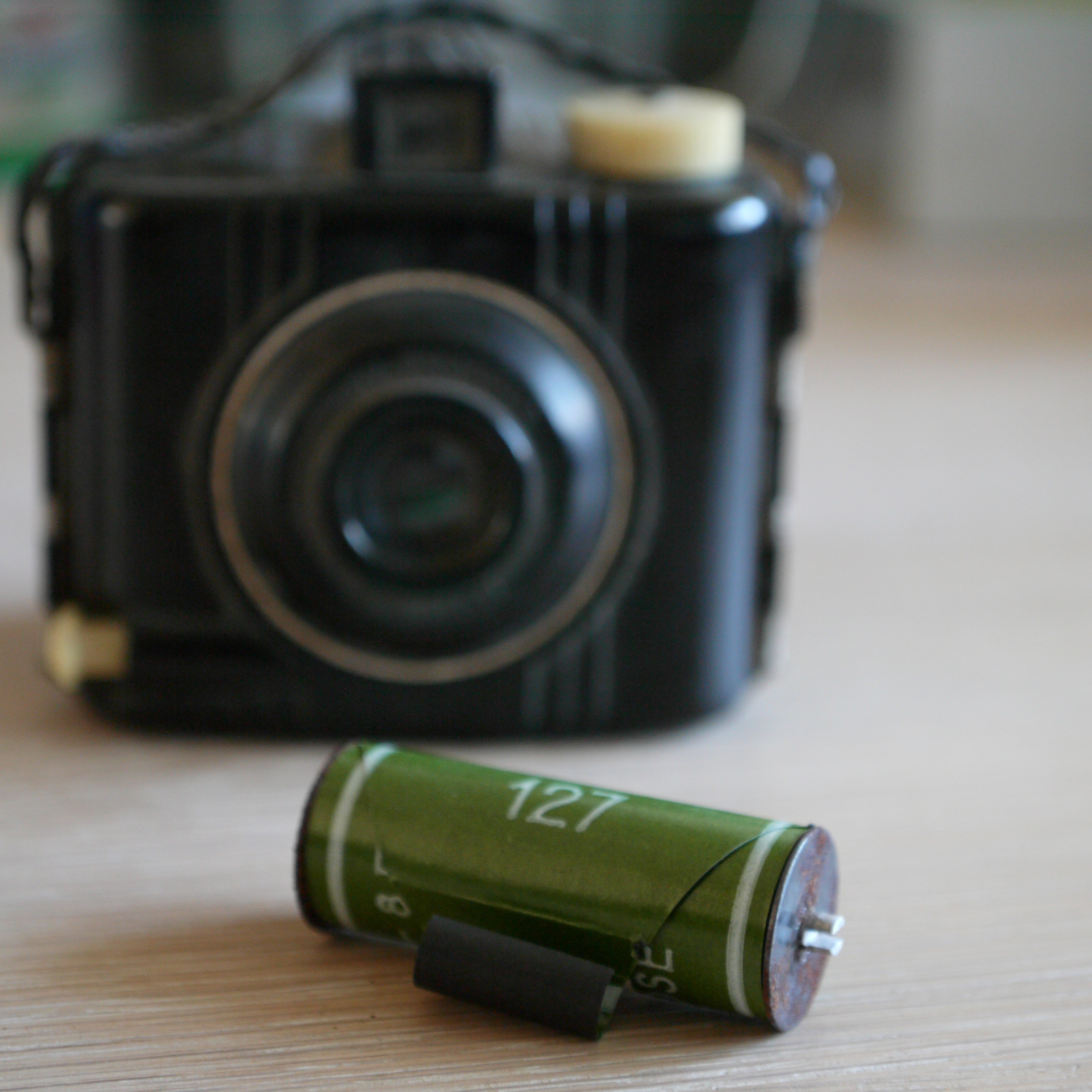
Un film 127 avec un Baby Brownie en arrière-plan.

Le format 127 est un format de pellicule photographique lancé par Kodak en 1912 pour son Vest Pocket.

## Description
À l'instar du format 120, il s'agit d'un film en rouleau recouvert d'une bande de papier protecteur à l'arrière. Sa largeur est de 48 mm contre 64 pour le 120. Il permet des photos de 3 × 4 cm, 4 × 4 cm ou 4 × 6,5 cm. Le papier protecteur porte les numéros de vues qui sont lues au travers d'une fenêtre rouge sur le dos de l'appareil. Pour le "demi-format" 3 x 4 cm il y a deux fenêtres rouges au dos dans lesquelles les numéros sont lus successivement.

## Utilisation
Le film 127 a été créé afin de réduire les dimensions des appareils photo et de les rendre plus aisés à transporter. 
Le premier reflex professionnel moyen format utilisant le film 127 est l'Exakta VP, au format de 4 x 6,5 au début des années 1930. Cet appareil constituait alors le premier vrai système reflex professionnel, constitué d'une grande quantité d'accessoires et d'objectifs allant du grand angle au téléobjectif.  D'autres appareils tels que le Pupille Nagel avec objectif Elmar Leitz ont utilisé ce film à la même époque.
Après guerre, le film 127 a remplacé le 120 et le 620 dans les Kodak Brownie des années 1950 et 1960, permettant les formats réduits du Brownie Starlet ou du Baby Brownie. Ainsi, on a vu à cette époque nombre d'appareils photo bon marché sous forme de box, de folding ou de petits TLR tels le Yashica 44. Ce format imposant une chambre noire moins grande que le 120, il permit l'abandon du fragile soufflet et la fabrication d'appareils simplement moulés en plastique ou en bakélite, d'où de meilleures cadences de production à moindre coût.
Ce format commença à disparaître lors de l'apparition de compacts bon marché utilisant le film 135 en cartouche, plus facile à manipuler que le film en rouleau et encore plus compact. Ce film n'eut pas la chance du 120 qui pouvait compter sur le support d'utilisateurs professionnels. Du fait de l'absence d'appareil prestigieux l'utilisant (à l'exception du baby Rolleiflex ou du Yashica 44), il a passé de mode.

## Disponibilité
Ce film a été abandonné par Kodak en 1995, tombé en désuétude dans les années 1970-1980, finalement supplanté par le format 135 (24 × 36). Il est encore disponible chez Rollei, qui vend des films d'autres fabricants sous sa marque.